# 拉罗卡-德尔巴列斯
拉罗卡-德尔巴列斯，是西班牙加泰罗尼亚巴塞罗那省的一个市镇。总面积37平方公里，总人口7748人（2001年），人口密度209人/平方公里。